# Allapoderus ducorpsi
Allapoderus ducorpsi is een keversoort uit de familie bladrolkevers (Attelabidae). De wetenschappelijke naam van de soort werd in 1936 gepubliceerd door Hustache.